# Phrurolithus alatus
Phrurolithus alatus är en spindelart som beskrevs av Ivie och Barrows 1935. Phrurolithus alatus ingår i släktet Phrurolithus och familjen flinkspindlar. Inga underarter finns listade i Catalogue of Life.